# Мальчевсько-Полненський район
Мальчевсько-Полненський район — адміністративно-територіальна одиниця, що існувала у РРФСР у 1924—1933 роках. Адміністративний центр — слобода Мальчевсько-Полненська.

## Історія
Мальчевсько-Полненський район було утворено у квітні 1924 року у складі Донецького округу. 30 липня 1930 року Донецький округ було скасовано та його територія відійшла у пряме підпорядкування Північнокавказького краю.
У 1933 році у Північнокавказькому краї була утворена Північна область, Мальчевсько-Полненський район було скасовано й частина його території у 1934 році увійшла до Мальчевського району, що у 1934-1937 роках входив до Північнодонського округу, а потім увійшов у новоутворену Ростовську область.